# Via Pôntica

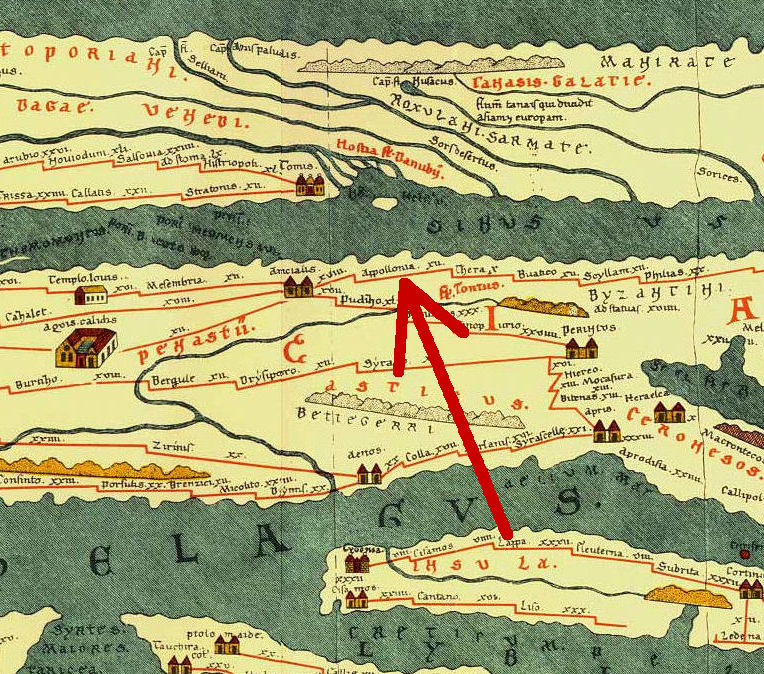
Apolônia e o trajeto da Via Pôntica na Tabula Peutingeriana

Via Pôntica (em latim: Via Pontica) era uma antiga estrada romana na Trácia que seguia ao longo do Mar Negro, partindo de Bizâncio e passava através de Deulto, Águas Cálidas, Apolônia, Mesembria, Odesso, Bizone (Cavarna), Caliacra (na moderna Bulgária), Calate, Tômis e Istro (na moderna Romênia).

## Projeto arqueológico na Bulgária
Em 2010, Bojidar Dimitrov, diretor do Museu Histórico Nacional, e Simeon Djankov, na época o vice-primeiro-ministro, deram início ao "Projeto Via Pôntica" para restaura vinte antigos castelos ao longo da costa do Mar Negro, começando do ponto mais ao sul de Rezovo e seguindo toda a linha costeira búlgara até Caliacra. Como resultado desta obra, diversos sítios arqueológicos foram descobertos, incluindo a fortaleza de Acra, perto de Apolônia (moderna Sozopol).